# Rodengo-Saiano
Rodengo-Saiano är en ort och kommun i provinsen Brescia i regionen Lombardiet i Italien. Kommunen hade 9 841 invånare (2019).